# Filariide
Filariidele (Filariidae) (din latină filum, „fir”) sunt o familie de nematode din suprafamilie filarioide⁠(d) (Filarioidea), cu corpul lung și subțire, filiform. Sunt paraziți cunoscuți în patologia umană și veterinară pentru bolile uneori grave și destul de frecvente, în deosebi în regiunile calde (tropicale sau subtropicale). Filariide sunt paraziți ai țesutului conjunctiv subcutanat al mamiferelor și agenții ai leziunilor hemoragice în sângele cărora se acumulează ouăle larvare preluate de insectele diptere vectoare.

## Caracteristici distinctive ale filariidelor
Filariidele au următoarele caracteristici distinctive
- Au corpul lung și subțire, filiform de dimensiuni foarte variabile, de la câțiva milimetri la câțiva centimetri.
- capul neted, rotunjit, fără formațiuni chitinoase peribucale;
- vulva situată anterior juxtabucal;
- spicule foarte inegale ca mărime și formă;
- femela este ovovivipară, depun embrioni numiți microfilarii (vivipari)
- oul depus de femela are coajă groasă (excepție printre filarioide), conținând o larvă în stadiul L1, scurtă, bondocă, cu spini cefalici.

## Sistematica
Filariide sunt divizate în 2 subfamilii: Filariinae (genurile Filaria, Suifilaria, Pseudofilaria, Parafilaria etc.) și Stephanofilariinae (cu un singur gen Stephanofilaria).

## Sistematica după Hodda
Sistematica după Hodda, 2022:
Familia Filariidae Weinland, 1858 (Cobbold, 1879) (2 subfamilii, 14 genuri, 78 specii)
- Subfamilia Filariinae Weinland, 1858 (13 genuri, 66 specii)
  - Tribul Filariini Weinland, 1858
    - Subtribul Filariinii Weinlnd, 1858
      - Genul Bhalfilaria' Bhalerao & Krishna-Rao, 1944 (1 specie)
      - Genul Cascofilaria Poinar, 2011 (6 specii)
      - Genul Dirofilarionema Sonin, 1963 (1 specie)
      - Genul Filaria Mueller, 1787 (44 specii)
      - Genul Indofilaria Alwar, Seneviratna & Gopal, 1959 (1 specie)
      - Genul Paracanthocheilonema Vladimirov in Bulginskaya, Vladimirov & Markov, 1959 (1 specie)
      - Genul Parafilaria Yorke & Maplestone, 1926 (5 specii)
      - Genul Parasaurositus Gupta & Johri, 1989 (1 specie)
      - Genul Pseudodiomedenema Gupta & Johri, 1989 (1 specie)
      - Genul Pseudofilaria Sandground, 1936 (2 specii)
      - Genul Struthiofilaria Noda & Nagata, 1976 (1 specie)
      - Genul Suifilaria Ortlepp, 1937 (1 specie)
      - Genul Tricheilonema Diesing, 1861 (1 specie)
- Subfamilia Stephanofilariinae Wehr, 1935 (1 gen, 12 specii)
  - Tribul Stephanofilariini Wehr, 1935
    - Subtribul Stephanofilariinii Wehr, 1935
      - Genul Stephanofilaria Ihle & Ihle-Landenberg, 1933 (12 specii)